# Controvérsia hesicasta

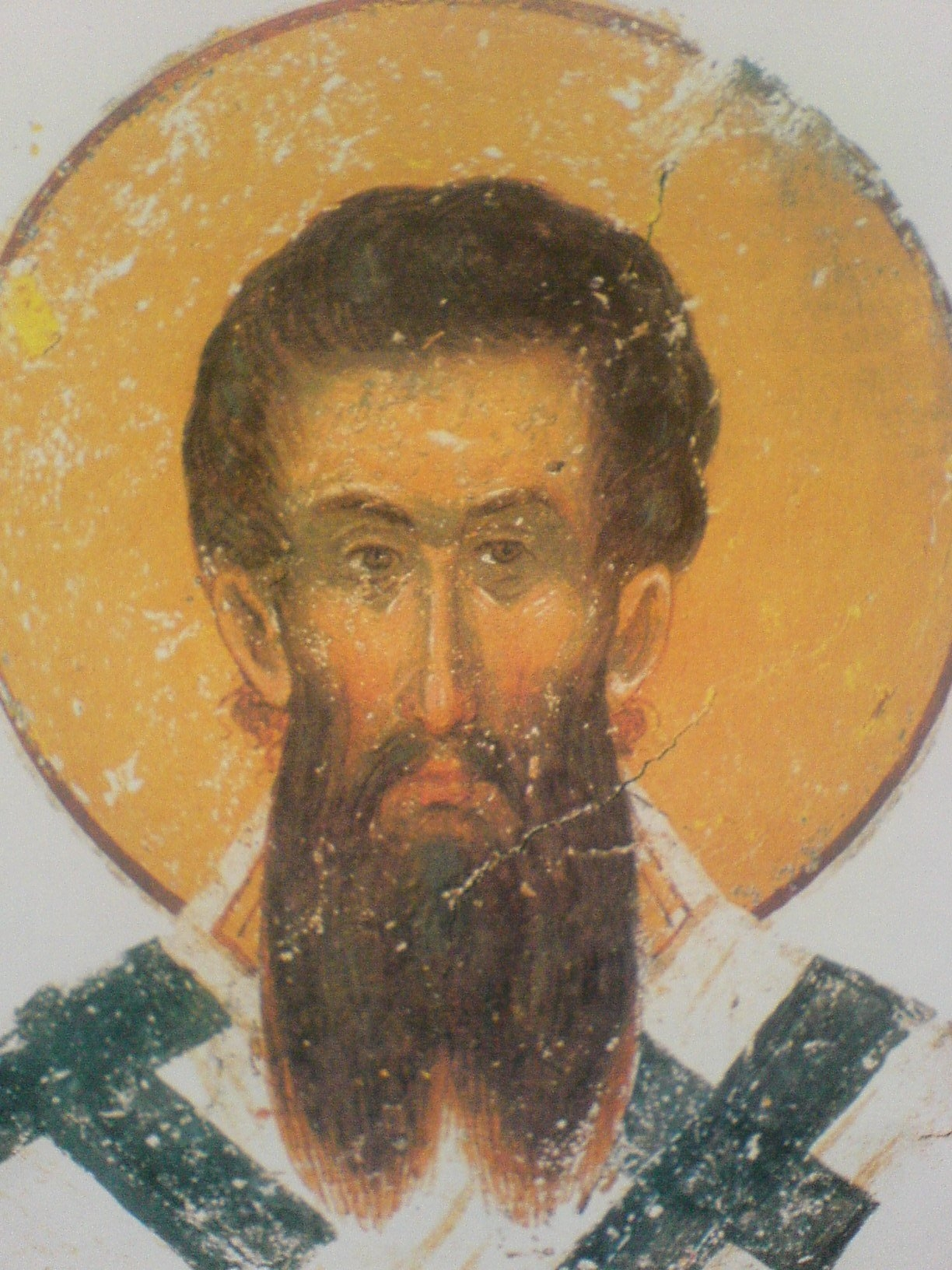
Gregório Palamas, principal defensor do hesicasmo durante a controvérsia hesicasta

A controvérsia hesicasta foi uma disputa teológica no Império Bizantino durante o século XIV entre os defensores e oponentes de Gregório Palamas. Ainda que ela não tenha sido a causa principal da Guerra civil bizantina de 1341-1347, ela influenciou e foi influenciada pelas forças políticas em jogo nesta guerra. A disputa terminou com a vitória dos chamados "palamistas" e a inclusão da doutrina palamita como parte do dogma da Igreja Ortodoxa e com a canonização de Palamas.
Por volta de 1337, o hesicasmo atraiu a atenção de um erudito membro da Igreja Ortodoxa, Barlaão de Seminara, um monge calabrês que havia vindo para Constantinopla sete anos antes. Em reação às críticas feitas aos seus escritos teológicos que Gregório Palamas, um monge de Monte Atos e expoente do hesicasmo, havia lhe feito, Barlaão se encontrou com hesicastas e ouviu descrições de suas práticas. Treinado na teologia escolástica ocidental, Barlaão ficou escandalizado pelas descrições que ouviu e escreveu diversos tratados ridicularizando as práticas hesicastas. Ele ficou particularmente chocado que com a doutrina - que ele considerava herética e blasfema - da chamada "luz não criada", cuja natureza os hesicastas acreditavam ser a mesma da luz que manifestara aos discípulos de Jesus na Transfiguração no Monte Tabor e cuja experiência o objetivo da prática hesicasta. As informações que ele obteve atestavam que a crença era de que esta luz não seria parte da essência divina e era contemplada como sendo uma outra hipóstase ("existência"). Barlaão acreditava que este conceito era politeísta, pois postularia a existência de dois seres eternos, um Deus imanente visível e um outro transcendente invisível.
Gregório Palamas, que depois se tornaria arcebispo de Tessalônica, recebeu um pedido dos monges de Atos para que defendesse o hesicasmo dos ataques de Barlaão, o que ele fez fazendo uso de seu excelente conhecimento da filosofia grega e da dialética, métodos também utilizados no ocidente. Ele escreveu uma série de obras e participou de diversos sínodos realizados em Constantinopla na década de 1340, sempre em defesa do hesicasmo.
Em 1341, a disputa foi levada perante um sínodo em Constantinopla que, levando em consideração o apreço tido pelas obras de Pseudo-Dionísio, o Areopagita, condenou Barlaão, que abjurou suas ideias e retornou para a Calábria. Ele se converteu ao catolicismo e se tornou bispo de uma diocese de rito bizantino em comunhão com o papa. Cinco outros sínodos foram realizados sobre o assunto, com uma breve vitória dos oponentes de Palamas no terceiro. Contudo, em 1351, num sínodo presidido pelo imperador bizantino João VI, a real distinção Essência-Energias de Palamas foi estabelecida como uma doutrina da Igreja Ortodoxa.
Gregório Acindino, que havia sido discípulo de Gregório e tinha tentado mediar a disputa entre ele e Barlaão, se tornou um crítico do antigo mestre após a partida do monge calabrês em 1341. Outro oponente do palamismo foi Manuel Calecas, que era um defensor da reconciliação entre as igrejas do ocidente e do oriente, separadas desde o Grande Cisma de 1054. Após a decisão de 1351, iniciou-se uma forte repressão contra os pensadores anti-palamistas, reporta por Calecas ainda 1397, e os teólogos que discordavam de Palamas. A única saída foi emigrar e se converter ao catolicismo, caminho seguido por Calecas, Demétrio Cidones e João Ciparissiota.

## Contexto

### Monasticismo e o hesicasmo
Hesicasmo é uma forma de oração interior, propositadamente constante e com forte carga de experiência pessoal que, a partir do final do século XIII, tomou a forma de "uma técnica psicossomática combinada com a Oração de Jesus". Mesmo antes da adoção da técnica, hesicasmo, como a "prática da oração interior, com o objetivo de obter a união com Deus num nível além das imagens, conceitos e linguagem", com ou sem o uso da Oração de Jesus, tem sua origem em períodos muito anteriores.

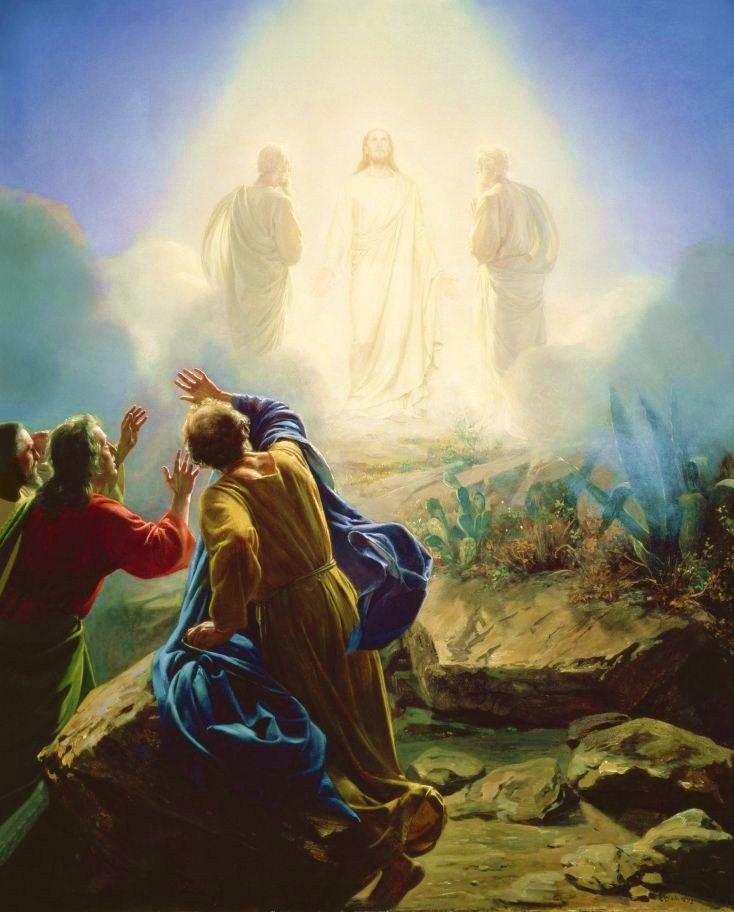
Transfiguração de Jesus, mostrando a chamada Luz de Tabor, um dos temas da controvérsia.
Por Carl Bloch (ca. 1800)

Esta forma de contemplação, chamada "theoria", pelo foco da mente em Deus e rezando para Ele incessantemente tem sua origem no versículo de Mateus «Tu, porém, quando orares, entra no teu quarto e, fechada a porta, ora a teu Pai que está em secreto; e teu Pai que vê em secreto, te retribuirá» (Mateus 6:6), e na Filocalia. A tradição de contemplação em silêncio e tranquilidade tem suas raízes nas tradições monásticas egípcias dos chamados Padres do Deserto, como Santo Antão, e é compartilhado pelos ascetas cristãos.
No início do século XIV, Gregório do Sinai aprendeu com Arsênio de Creta uma forma de hesicasmo que combinava a experiência interna com a Oração de Jesus e espalhou a doutrina, levando-a até os monges de Monte Atos. Estes, por sua vez, afirmavam que nos estágios mais avançados de sua prática contemplativa era possível a real união com a "Luz de Tabor", ou seja, a Luz Divina Não-Criada, a mesma que teria sido vista pelos apóstolos na Transfiguração de Jesus e por Paulo de Tarso na estrada para Damasco.

### Monasticismo versus clero secular
Meyendorff caracterizou a controvérsia hesicasta como um conflito entre os intelectuais bizantinos (amantes da cultura secular "helênica") e os palamitas (defensores da tradição monástica mística). Por toda a história do Império Bizantino, duas facções tomaram pontos de vista opostos com relação ao valor relativo entre o misticismo e o racionalismo intelectual. A facção monástica era conservadora e se opunha ferrenhamente ao estudo secular. A facção geralmente referida como "intelectuais bizantinos" era mais liberal e apoiava a síntese entre a antiga filosofia grega e a teologia cristã. Esta última incluía muitos entre o alto clero secular. Nick Trakakis cita a controvérsia hesicastas como um dos mais significativos exemplos de conflito entre as duas facções.

## Teologia da disputa

### Aristotelismo versus Neoplatonismo
De acordo com James Hankins, geralmente se afirma que os hesicastas representariam a tradição nativa "platônica" da Igreja Ortodoxa, enquanto que seus opositores representariam o ocidente, de tradição aristotélica. Hankins argumenta que "o debate original entre Barlaão e Palamas não era sobre aristotelismo x platonismo, mas ele cresceu de uma disputa metodológica sobre a melhor forma de defender a Ortodoxia contra os ataques dos controversalistas ocidentais".
De maneira similar, John Meyendorff afirma que "o ponto de vista generalizado de que o pensamento cristão oriental é platônico, em contraste com aristotelismo ocidental" é incorreta. As universidades bizantinas ensinavam a lógica aristotélica como parte de um "currículo geral", mas as crianças de famílias piedosas abandonavam a escola antes de chegarem nos níveis mais altos, onde Platão era ensinado. Meyendorff propõe que o alvo dos monges bizantinos em geral e de Palamas em particular era de fato a "filosofia secular" e a chamada "sabedoria helênica". Ele conjectura que a validade da filosofia grega permanecia me questão na sociedade bizantina precisamente por que os bizantinos eram falantes do grego e "pensavam em grego". Em radical contraste com a cultura helênica, o pensamento monástico bizantino continuamente enfatizava que tinham uma "fé pregada por um Messias judeu" e que o seu destino era se tornarem uma "nova Jerusalém".

### Nominalismo versus Realismo
De acordo com Robert E. Sinkewicz, o único objetivo de Palamas era "preservar o realismo da participação do homem na vida de Deus". Caracterizando Barlão como um agnóstico nominalista, Meyendorff escreveu que, "em sua fuga do realismo intelectual da escolástica tomista, Barlaão entrou em confronto com o realismo místico dos monges orientais".
Entre as suas críticas sobre a apresentação de Meyendorff sobre a controvérsia hesicasta, John Romanides reserve suas críticas mais duras à caracterização feita por Meyendorff de Barlaão como sendo ao mesmo tempo um nominalista e um platonista/neoplatonista afirmando que as histórias da filosofia e da teologia até aquele momento terem apresentado as duas visões como mutuamente exclusivas. Romanides prossegue argumentando que Barlaão era claramente um cristão platonista e não um nominalista.

## Cronologia da controvérsia
Sendo um monge de Monte Atos, Palamas aprendeu a prática do hesicasmo e, embora ele já tivesse escrito sobre o assunto, foi somente após Barlaão tê-lo atacado que Palamas foi levado a defender a prática com uma exposição completa, que se tornaria depois um componente central da teologia ortodoxa. O debate entre os "palamitas" e "barlamitas" continuou por mais de uma década e numa série de sínodos que culminaram finalmente em 1351, quando a doutrina de Gregório foi declarada um dogma.

### Início do conflito entre Barlaão e Palamas

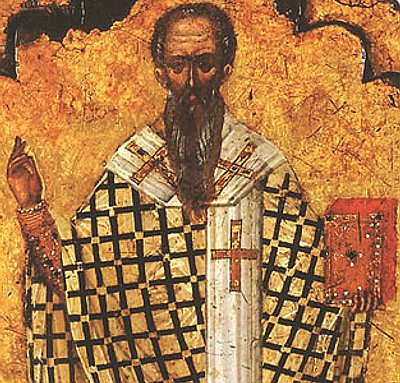
Pseudo-Dionísio, cuja obra tanto Barlaão quanto Gregório citavam como apoio às suas interpretações

Por volta de 1330, Barlaão de Seminara veio para Constantinopla vindo da Calábria, no sul da Itália, onde ele havia crescido como membro de uma comunidade grega. Ele trabalhou por um tempo em comentários sobre a obra de Pseudo-Dionísio sobre o patrocínio de João VI Cantacuzeno. Por volta de 1336, Gregório Palamas recebeu cópias de tratados escritos por Barlaão contra a igreja ocidental, condenando a inserção da cláusula Filioque no credo de Niceia. Mesmo a posição de Barlaão sendo a correta na teologia ortodoxa, Palamas se incomodou com o argumento que ele utilizava para defendê-la, uma vez que ele declarou que a natureza de Deus (especificamente, a natureza do Espírito Santo) deveria ser abandonada, pois Deus estaria, em última instância , além do conhecimento e da experiência humana. Assim, Barlaão afirmava que seria impossível determinar de onde o Espírito Santo procederia (do Pai, do Filho ou de ambos). De acordo com Sara J. Denning-Bolle, Palamas via o argumento de Barlaão como "perigosamente agnóstico". Em sua resposta, Palamas insistiu que seria possível demonstrar que o Espírito Santo teria procedido do Pai, mas não do Filho. Iniciou-se então uma troca de correspondências entre os dois, sem contudo ser possível que chegassem num consenso amigavelmente.

### O ataque de Barlaão ao hesicasmo
Segundo Steven Runciman, enfurecido com os ataques de Palamas contra ele, Barlaão teria jurado humilhá-lo atacando os ensinamentos do hesicasmo, cujo principal proponente era Gregório. Ele visitou a Tessalônica e conheceu diversos monges hesicastas. Runciman descreve estes monges como ignorantes, que não tinham nenhum real conhecimento sobre os verdadeiros ensinamentos hesicastas. Barlaão então publicou uma quantidade de tratados zombando das práticas que ele considerava absurdas, entre as quais, segundo seu reporte, "milagrosas separações e reuniões do espírito e da alma, das trocas que demônios tem com a alma, das diferenças entre as luzes vermelhas e brancas, da entrada e saída da inteligência pelas narinas com a respiração, de escudos que se juntam à volta do umbigo e, finalmente, da união de Deus com a alma, que se realiza em completa e sensível certeza no umbigo". Barlaão afirmava ainda que estes monges alegavam ver a essência divina com os próprios olhos, o que ele entendia como sendo messalianismo puro. Quando perguntados sobre a luz que alegavam ver, os monges contaram que ela não era nem a Essência Divina, nem a essência angélica e nem o próprio Espírito, mas que o espírito contemplado era uma outra hipóstase, ao que Barlaão teria comentado com desdém "Preciso confessar que eu não sei o que é esta luz. Apenas sei que ela não existe".
O ataque de Barlaão repercutiu bem. Ele havia mostrado que, nas mãos de monges inadequadamente instruídos e ignorantes do verdadeiro ensinamento hesicasta, os preceitos psicossomáticos do hesicasmo poderiam produzir "resultados perigosos e ridículos". Para muitos dos intelectuais bizantinos, a prática ressoava como "anti-intelectual". Barlaão apelidou os hesicastas de "omphaloscopoi" ("os contempladores do umbigo"), um termo que depois passou a colorir o tom da maior parte das obras ocidentais subsequentes sobre os místicos bizantinos. Porém, o triunfo de Barlaão foi fugaz, pois os bizantinos mantinham um profundo respeito pelo misticismo, mesmo não compreendendo-o. E, em Palamas, Barlaão encontrou um oponente que estava mais do à sua altura em conhecimento, intelecto e capacidade de exposição.

### Tríades
Em resposta aos ataques de Barlaão, Palamas escreveu nove tratados, intitulados "Tríades pela defesa dos que praticam a Sagrada Quietude". Estes tratados são chamados de "tríades" por que eles foram organizados em três conjuntos com três tratados cada.

#### Primeira Tríade e o Tomo Hagiorítico
A primeira foi escrita na segunda metade da década de 1330 e é baseada em discussões pessoais entre Gregório e Barlaão, ainda que este não seja citado nominalmente na obra.

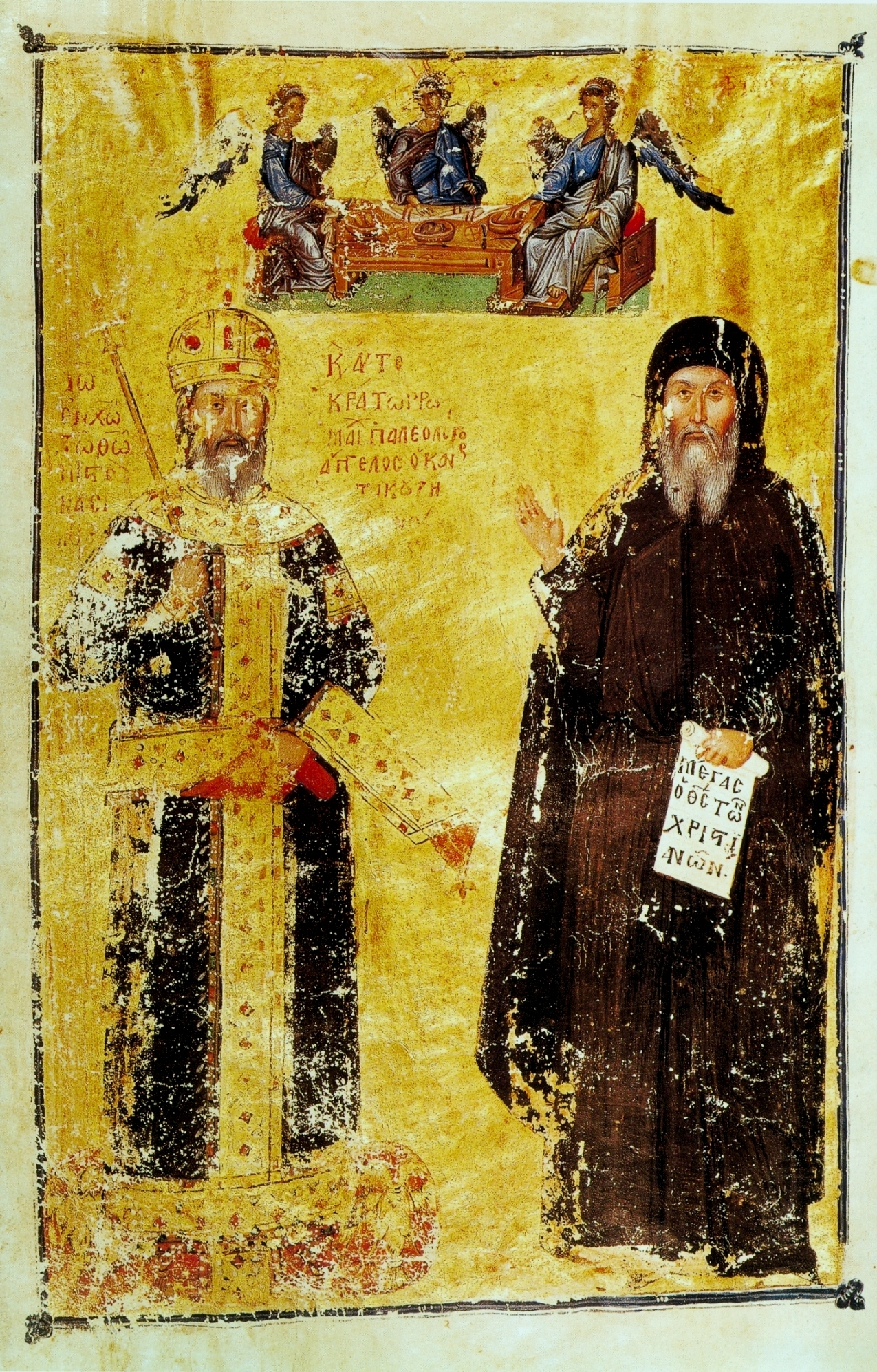
O imperador, principal defensor de Gregório Palamas e do patriarca Filoteu, visto ao lado de um monge.
Pergaminho na Biblioteca Nacional da França (Grec 1242)

Os ensinamentos de Gregório foram confirmados pela hierarquia eclesiástica e pelos monges de Monte Atos, que se reuniram num sínodo entre 1340-1341. No início de 1341, o patriarca de Constantinopla Filoteu Cocino escreveu o chamado "Tomo Hagiorítico" sob a supervisão e inspiração de Palamas. Ainda que o Tomo não mencione Barlaão nominalmente, a obra claramente tem como objetivo seus pontos de vista. O Tomo faz uma apresentação sistemática dos ensinamentos de Palamas e se tornou um dos mais importantes livros do misticismo bizantino.

#### Segunda Tríade
A segunda Tríade cita alguns dos escritos de Barlaão diretamente. Em resposta a ela, o monge calabrês compos um tratado chamado "Contra os messalianos", ligando os hesicastas aos messalianos e, assim, acusando-os de heresia. Nela, Barlaão atacou Gregório nominalmente pela primeira vez. Barlaão desdenhosamente os chamou de omphalopsychoi ("os com a alma no umbigo") e os acusou de messalianismo. De acordo com Meyendorff, Barlaão via "qualquer alegação de uma experiência real e consciente de Deus como messalianismo".

#### Terceira Tríade
Na terceira Tríade, Palamas refutou a acusação de Barlaão de Messalianismo ao demonstrar que os hesicastas não compartilhavam o anti-sacramentalismo dos messalianos e nem alegavam ver fisicamente a essência de Deus com os próprios olhos. Meyendorff escreveu que "Palamas orienta sua polêmica inteira contra Barlaão, o calabrês, para o tema da sabedoria helênica, que ele considerava ser a principal fonte dos erros de Barlaão".

### Papel na guerra civil bizantina
Embora a  guerra civil entre os apoiadores de João VI Cantacuzeno e os regentes que apoiavam João V Paleólogo não fosse primariamente um conflito religioso, a disputa teológica entre os defensores e opositores de Palamas tiveram de fato importância no conflito. Ainda que diversas exceções possam ser levantadas na historiografia tradicional e na tradição popular, "palamismo" e "cantacuzenismo" eram sinônimos. Porém, Steven Runciman alerta que "enquanto a disputa teológica tornava ainda mais amarga a disputa, os partidos políticos e religiosos não coincidiam". Cantacuzeno apoiava Palamas, porém também o faziam seus adversários Aleixo Apocauco e Ana de Saboia. Nicéforo Gregoras e Demétrio Cidones apoiavam Cantacuzeno e eram, ao mesmo tempo, alguns dos mais ferrenhos adversários de Palamas. Enquanto Cantacuzeno busca uma aproximação com Roma e Cidones chegou a se converter ao catolicismo, Gregório permanecia um feroz latinófobo. Os aristocratas apoiavam Palamas principalmente por causa de suas tendências conservadoras e antiocidentais e também por conta de suas ligações com os absolutamente ortodoxos mosteiros.
Somente após o triunfo de Cantacuzeno em 1347 que os palamitas foram capazes de conquistar uma vitória duradoura sobre os balaamitas. Deve-se lembrar que, quando Cantacuzeno foi deposto, em 1354, os antipalamitas não conseguiram novamente prevalecer sobre os palamitas como no passado. Martin Jugie atribui isto ao fato de que, desta vez, os patriarcas de Constantinopla e a grande maioria do clero e do povo já tinham chegado à conclusão de que o hesicasmo era parte indissociável da Ortodoxia.

## Os concílios hesicastas de Constantinopla
Se tornou claro que a disputa entre Barlaão e Palamas era irreconciliável e que seria necessário um julgamento de um concílio episcopal. No decorrer de onze anos, um total de seis sínodos foram realizados em Constantinopla: em 10 de junho de 1341, agosto de 1341, 4 de novembro de 1344, 1 de fevereiro de 1347 e em 28 de maio de 1351.
A disputa sobre o hesicasmo apareceu primeiro num concílio realizado em Constantinopla em maio de 1341 e presidido pelo imperador Andrônico III. A assembleia, influenciada pela veneração com que os escritos de Pseudo-Dionísio eram tidos na Igreja Ortodoxa, condenou Barlaão, que abjurou seu ponto de vista.
O principal defensor de Barlaão, o imperador Andrônico III, morreu apenas cinco dias após o final do sínodo e, embora Barlaão esperasse por uma segunda chance de apresentar seu caso contra Gregório Palamas, ele logo percebeu a futilidade de sua causa e partiu para a Calábria, sua terra natal, onde ele se converteu ao catolicismo e foi apontado como bispo da Diocese de Gerace.
Após a partida de Barlaão, Gregório Acindino se tornou o maior crítico do palamismo. Um segundo concílio se realizou em Constantinopla em agosto de 1341 e condenou Acindino, além de reconfirmar as decisões do concílio anterior. Porém, ele e seus defensores conseguiram uma curta vitória no terceiro concílio, realizado em 1344, onde ele excomungou Palamas e um de seus discípulos, o bispo eleito de Tessalônica e futuro patriarca, Isidoro Buchiras. Tanto Palamas quanto Buchiras abjuraram suas posições neste concílio.
Em 1347, porém, o protetor de Palamas e Buchiras, João VI Cantacuzeno entrou em Constantinopla e forçou seus oponentes a coroarem-no coimperador. Em fevereiro do mesmo ano, um quarto sínodo foi realizado e depôs o patriarca João XIV Calecas e excomungou novamente Acindino. Isidoro Buchiras, que tinha sido excomungado no terceiro sínodo, foi agora elevado a patriarca. No mesmo mês, o grupo barlaamita realizou um contra-concílio que se recusou a aceitar Isidoro e excomungou Palamas. Com a morte de Acindino em 1348, a causa antipalamita continuou agora sob a liderança de Nicéforo Gregoras.
Em maio de 1351, um concílio patriarcal conclusivamente exonerou Palamas e condenou seus oponentes. Este sínodo ordenou que os metropolitas de Éfeso e Ganos fossem depostos e apriosionados. Todos os que se recusassem a se submeter à visão ortodoxa seriam excomungados e mantidos sob vigilância em suas residências. Uma série de anátemas foram pronunciados contra Barlaão, Acindino e seus seguidores, enquanto que, ao mesmo tempo, uma série de aclamações foram declaradas em favor de Palamas e os aderentes de sua doutrina.
Gregoras se recusou a se submeter aos ditames do sínodo e foi preso num mosteiro até o triunfo dos paleólogos em 1354 e o fim de Cantacuzeno.

## Aceitação gradual da nova doutrina

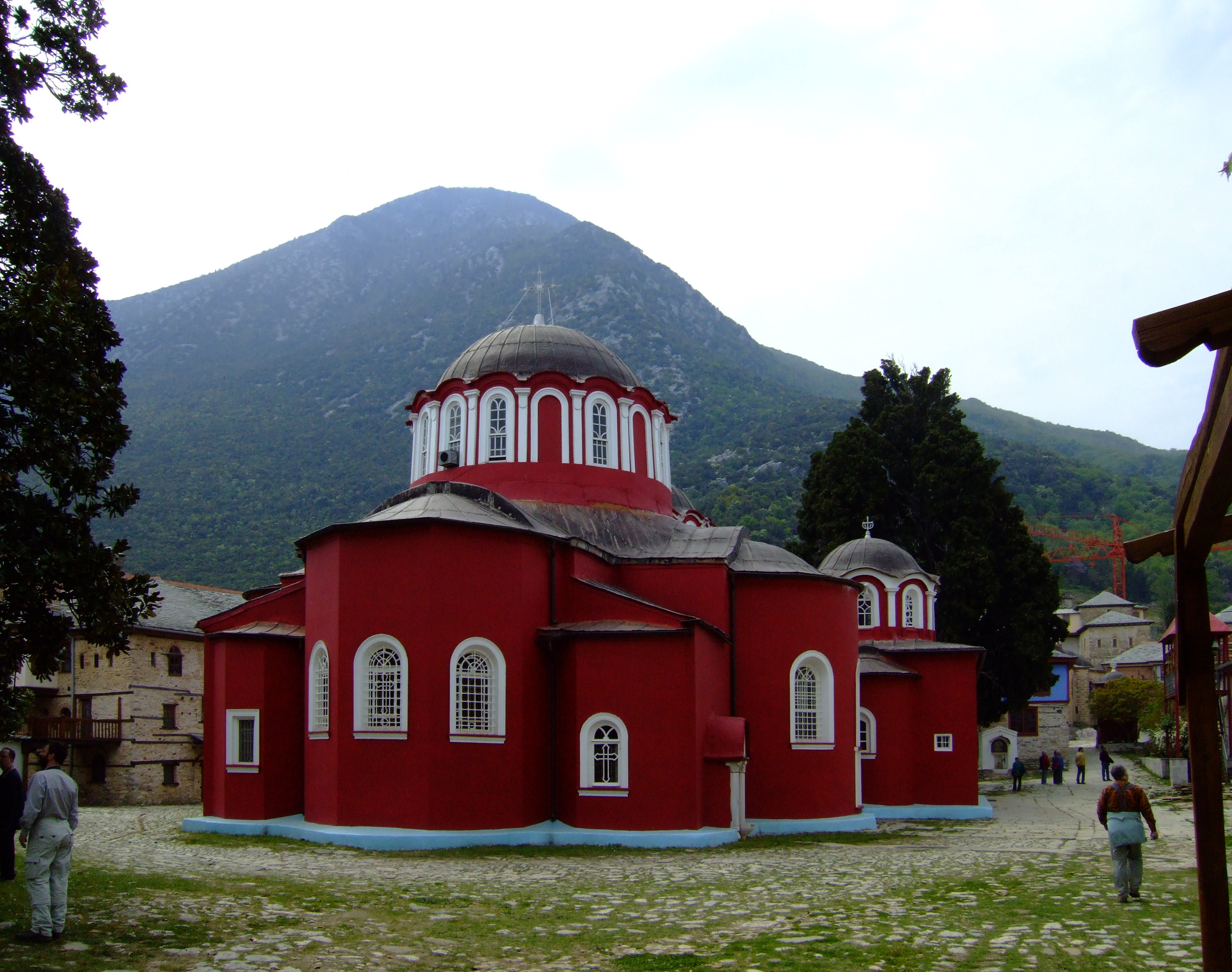
Igreja principal da Grande Lavra em Monte Atos, onde estavam muitos praticantes do hesicasmo e de onde saiu o patriarca Filoteu I de Constantinopla

Após o triunfo dos paleólogos, a facção barlaamita se reuniu num sínodo anti-hesicasta em Éfeso, mas, nesta época, os patriarcas de Constantinopla e imensa maioria do clero e do povo já apoiavam a causa do hesicasmo. Os que se opunham a ele eram vistos como "latinizantes". Martin Jugie afirma que a oposição dos latinos e dos latinófilos, que eram necessariamente contra a doutrina, acabou por facilitar a sua adoção, fazendo com que logo "anti-palamismo" e "latinismo" se tornassem equivalentes na cabeça de muitos cristãos ortodoxos. Jugie afirma que apenas o imperador João V poderia ter revertido o destino dos hesicastas novamente, mas, como ele não o fez, a doutrina manteve a sua ascendência.
Porém, embora os barlaamitas não pudessem mais vencer a hierarquia da Igreja Ortodoxa num sínodo, eles não se submeteram imediatamente à nova doutrina. Por toda a segunda metade do século XIV houve inúmeros reportes de cristãos retornando da "heresia barlaamita" para a ortodoxia palamita, sugerindo a existência de um processo de imposição da aceitação universal do palamismo que perdurou por diversas décadas.
O patriarca de Constantinopla Calisto I e os que o sucederam montaram uma vigorosa campanha para reforçar a aceitação da doutrina por todos os outros patriarcados orientais e em todas as sés metropolitanas sob jurisdição deles. Porém, levou algum tempo para vencer a resistência inicial à doutrina. Manuel Calecas reporta sobre esta repressão até pelo menos 1397.
Um exemplo de resistência foi a resposta do metropolita de Kiev que, ao receber os tomos de Calisto que explicavam a doutrina palamita, rejeitou a nova doutrina veementemente e compôs uma resposta refutando-a. De maneira similar, o patriarcado de Antioquia continuou teimosamente contra o que ele entendia como sendo uma inovação. Porém, já no final do século XIV, o palamismo já havia sido aceito lá e em todas os outros patriarcados orientais. Atos similares de resistência ocorreram em sés que eram governadas pelos latinos e em algumas regiões eclesiásticas autônomas, como a Igreja de Chipre.
Um notável exemplo da campanha para forçar a ortodoxia da doutrina palamita foi a ação tomada pelo patriarca Filoteu I para quebrar a resistência de Demétrio Cidones e Prócoro Cidones. Com o apoio de seu irmão mais novo, Prócoro, Demétrio Cidones se opôs ao palamismo, que eles viam como politeísta ou panteísta. Exasperado com a relutância e teimosia dos dois em aceitar a nova doutrina, Filoteu convocou um sínodo contra eles em abril de 1368. Porém, esta medida extrema não conseguiu a submissão dos Cidones e, no fim, Filoteu excomungou e suspendeu os dois perpetuamente. O longo tomo que foi preparado para o sínodo concluiu com um decreto canonizando Palamas, que havia morrido em 1359. A resposta de Demétrio Cidones aos hesicastas após a sua excomunhão é considerada um exemplo clássico de polêmica católica contra o hesicasmo.
Apesar da oposição inicial dos antipalamitas e de alguns patriarcas e sés, a resistência foi minguando com o tempo e a doutrina acabou aceita universalmente na Igreja Ortodoxa. Durante este período, se tornou a norma entre os patriarcas ecumênicos professarem a doutrina palamita ao tomarem posse de sua sé. Para os teólogos que permaneceram contrários à doutrina, a única possibilidade foi a emigração e a conversão para o catolicismo, um caminho que foi tomado por Calecas, Cidones e por João Ciparissiota.

## Impacto da controvérsia no Império Bizantino
Por diversos séculos, o Império Bizantino esteve em conflito direto com a expansão das forças islâmicas, primeiro enfrentando os árabes abássidas, depois os turcos seljúcidas e por fim, dos turcos otomanos. No final do século XIV, o Império Bizantino já estava num declínio constante desde o seu ápice no século XI. Os imperadores bizantinos apelaram ao ocidente por ajuda em diversas ocasiões, porém o Papa só consideraria enviar ajuda em troca da reunião da Igreja Ortodoxa com a Santa Sé. Em vista de sua situação desesperada, alguns imperadores consideraram tentar essa união e chegaram até a consegui-la através de decretos imperiais (como a chamada "União das Igrejas" do Segundo Concílio de Lyon). Porém, estas tentativas de união foram frustradas por um intenso ressentimento do povo e do clero ortodoxo com a autoridade de Roma e com o rito latino. As exigências políticas de buscar ajuda do ocidente iriam periodicamente influenciar o curso da disputa teológica sobre o hesicasmo. A vitória dos hesicastas sobre os latinos e latinófilos tornou muito mais difícil - senão impossível - a reunião com a igreja ocidental e, na mesma medida, diminuiu drasticamente a possibilidade de alguma ajuda vinda do ocidente contra os turcos.
De acordo com Meyendorff, alguns do grupo conhecido como "humanistas bizantinos" viram na vitória dos hesicastas uma "tragédia de grandes proporções". Num ponto crucial da história do império, a liderança da Igreja havia passado para as mãos de "zelotes religiosos" (fanáticos).

## Aceitação moderna da doutrina
De acordo com Aristides Papadakis, "todos os estudiosos ortodoxos [modernos] que escreveram sobre Palamas — Lossky, Krivosheine, Papamichael, Meyendorff, Christou — assumem que sua voz é a legítima expressão da tradição ortodoxa".